# Karl Kessler (Münzsammler)
Karl Kessler (auch: Carl Keßler und Carl Kessler; geboren im 19. Jahrhundert; gestorben um 1932 in Blankenburg am Harz) war ein deutscher Münzsammler.

## Leben
Karl Kessler war Inhaber der Firma Carl Kessler & Co. in Blanckenburg.
Noch zu Lebzeiten des Sammlers wurden Teile seiner Münzsammlung 1893 durch L. & L. Hamburger in Frankfurt am Main sowie 1909 durch das Auktionshaus von Sally Rosenberg in Frankfurt am Main versteigert. Andere Teile seiner „Universalsammlung“ wurden im März 1914 bei der Firma A. Riechmann & Co., Halle an der Saale, versteigert.
Im April 1916 verkaufte der Sammler „für einen geringen Preis“ „zwei nicht datierte Geldmarken zu einem Gulden und zehn Kreuzer einer ‚Bergverwaltung Bregenz‘“ an den bekannten Sammler Ernst Lejeune. Die Geldprägungen aus dem Bodensee-Gebiet waren der Fachwelt seinerzeit kaum bekannt und wurden dann Teil von Lejeunes „deutscher Abteilung“, die das Historische Museum Frankfurt 1939 für sein Münzkabinett erwarb.
Nach dem Tod Kesslers, der zuletzt im Hause Neue Halberstädter Straße 16 wohnhaft war und dessen Leichnam in einem Krematorium verbrannt wurde, wurden in einer mehrtägigen Auktion ab dem 25. September 1934 durch das Kunstauktionshaus Lempertz in Köln römische Münzen sowie numismatische Literatur aus der Sammlung Kesslers versteigert.

## Versteigerungskataloge seiner Sammlung
- Catalog der Sammlung des Herrn Carl Kessler in Blankenburg (reiche Serie antike und Münzen der Harzgegend), der bedeutende Münzen und numism. Bibliothek des sel. Herrn Hugo Freiherrn von Donop in Weimar ..., nebst den Sammlungen zweier Spezialisten in Frankfurt a.M. und Mannheim (Badenser, Schweizer ...) und der kleinen Münzsammlung des Herrn L.A.F. in Warschau welche am 1. Juni 1896 ... unter Leitung und im Lokale der Herren L. & L. Hamburger, Experten, zur öffentlichen Versteigerung gelagen (= Münzauction / L. & L. Hamburger, Frankfurt am Main), Frankfurt am Main 1896.
- I. Sammlung der „Adeligen uralten Gesellschaft des Hauses Frauenstein“. Münzen und Medaillen von Frankfurt a. M., deutsche Reichsmünzen etc. II. Münzen und Medaillen verschiedener Länder, vorwiegend Prägungen aus süddeutschen Münzgebieten. III. Sammlung des Herrn Carl Kessler, Blankenburg. Münzen und Medaillen von Magdeburg. Versteigerung am 22. November 1909 und folgende Tage. Sally Rosenberg, Frankfurt am Main 1909 (Digitalisat).
- Auktions-Katalog IX, enthaltend: Universalsammlung Karl Kessler, Blankenburg, und Münzen und Medaillen aus verschiedenem Besitz, Katalog zur Versteigerung vom 31. März 1914 bis 4. April 1914 in Halle an der Saale, Sophienstraße 36, A. Riechmann & Co., Halle a.S., März 1914 (Digitalisat; Digitalisat).
- Münzen-Sammlung Carl Kessler † Blankenburg a.H. Römische Familien- und Kaisermünzen, numismatische Literatur., Katalog zur 366. Math. Lempert'sche Versteigerung ab 25. September 1934. Math. Lempertz Buchhandlung und Antiquariat, Inh.: Joseph Hanstein, Köln 1934; (Digitalisat).